# Matthew Flinders
El capitán Matthew Flinders (Donington; 16 de marzo de 1774-Londres, 19 de julio de 1814) fue un reputado navegante y cartógrafo inglés que dirigió la primera circunnavegación de Australia, entonces llamada Nueva Holanda, y la identificó como un solo continente. Flinders fue el cartógrafo del primer mapa completo de Australia, y también se le atribuye ser la primera persona en utilizar el nombre «Australia».
Flinders hizo tres viajes al océano austral entre 1791 y 1810. En el segundo viaje, George Bass y Flinders confirmaron que la Tierra de Van Diemen (ahora Tasmania) era una isla. En el tercer viaje, Flinders circunnavegó el continente de lo que se llamaría Australia, acompañado por un aborigen llamado Bungaree.
De regreso a Inglaterra en 1803, el barco de Flinders necesitaba reparaciones urgentes en la Isla de Francia (ahora Mauricio). Aunque Gran Bretaña y Francia estaban en guerra, Flinders pensó que la naturaleza científica de su trabajo le garantizaría un paso seguro, pero su gobernador, suspicaz, lo mantuvo bajo arresto durante más de seis años. En cautiverio, registró detalles de sus viajes para su futura publicación. Liberado, llegó a casa en 1810, aunque su salud había sufrido. Publicó su libro y su atlas, A Voyage to Terra Australis en 1814, en el que presentó su justificación para nombrar  a la isla-continente «Australia», como un término general para Nueva Holanda y Nueva Gales del Sur. Aunque Flinders no fue el primero en emplearlo, su obra popularizó el topónimo que terminaría imponiéndose en 1824 como oficial tras la petición del gobernador Macquarie. Sin embargo, Flinders nunca sería testigo de ese éxito, pues falleció al día siguiente de la publicación de su libro, a los 40 años de edad. La ubicación de su tumba se perdió a mediados del siglo XIX, pero los arqueólogos que excavaron un antiguo cementerio cerca de la estación de Euston en Londres para el proyecto High Speed 2 (HS2), anunciaron en enero de 2019 que sus restos habían sido identificados.
En sus poco más de veinte años de carrera en la marina, navegó con el capitán William Bligh, fue el primero en circunnavegar Australia, descubrió el estrecho de Bass, sobrevivió a un naufragio y fue prisionero de los franceses durante casi siete años. En 1801 dirigió una expedición en busca de la isla Saxemberg.

## Primeros años
Matthew Flinders nació en Donington (Lincolnshire), Inglaterra, hijo de Matthew Flinders, cirujano, y su esposa Susannah, nacida Ward. Fue educado en el The Thomas Cowley High School, en Donington, desde 1780 y luego en la Escuela de Gramática del reverendo John Shinglar en Horbling, en Lincolnshire.
En sus propias palabras, fue «inducido a ir al mar contra los deseos de mis amigos tras leer Robinson Crusoe», y en 1789, a la edad de quince años, se unió a la Royal Navy. Inicialmente sirvió en el HMS Alert, fue transferido más tarde al HMS Scipio, y en julio de 1790 fue nombrado guardiamarina en el HMS Bellerophon bajo el mando del  capitán Pasley. Por recomendación de Pasley, se unió a la expedición del capitán Bligh en el HMS Providence, transportando árboles del pan desde Tahití a Jamaica. Este fue también el segundo «viaje de los árboles del pan» de Bligh después de su viaje desafortunado del Bounty.

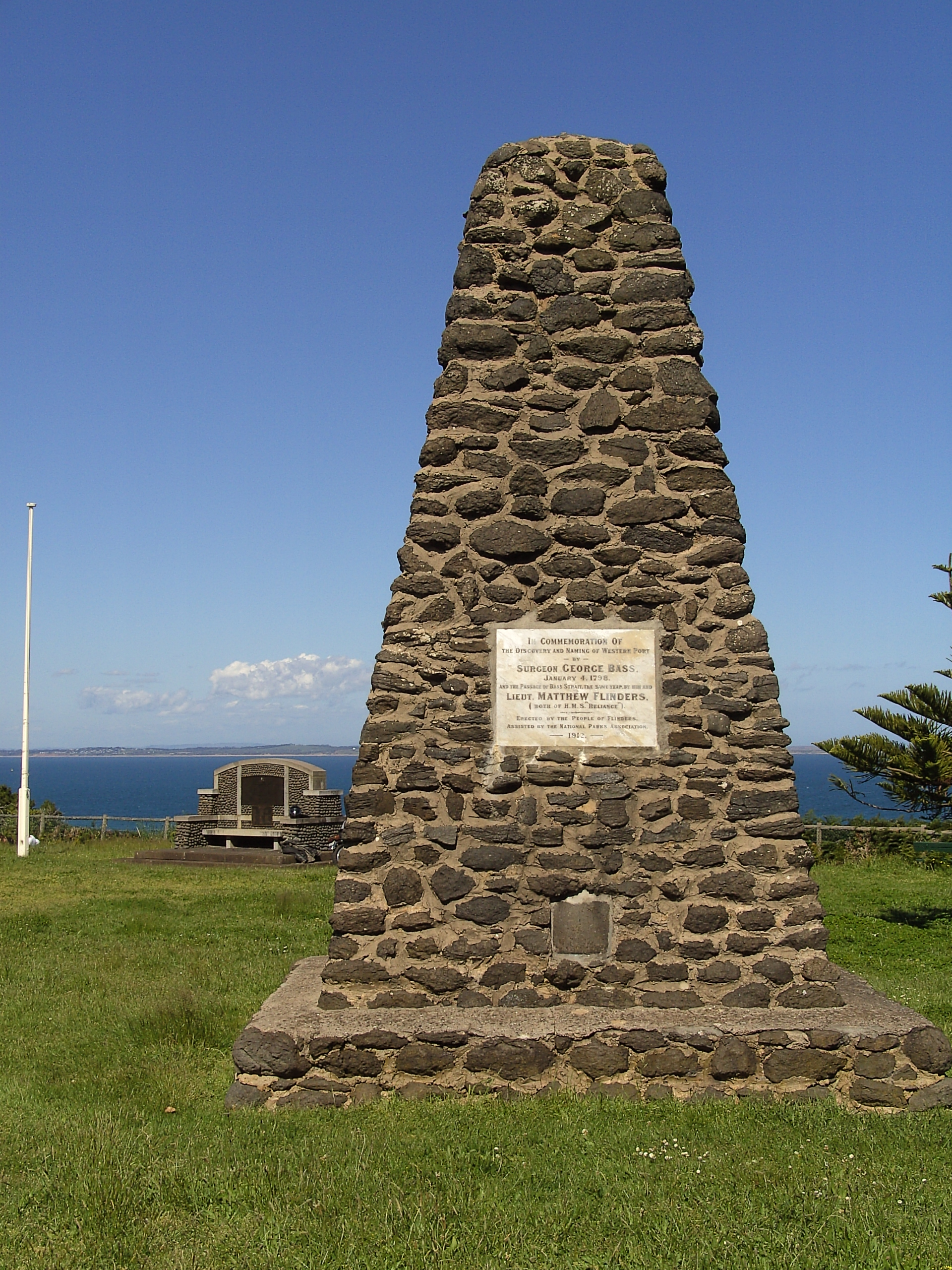
Memorial en Flinders, Victoria, que conmemora el descubrimiento del Western Port el 4 de enero de 1798, por George Bass y el paso posterior del estrecho de Bass por Bass y Flinders en el mismo año.

El primer viaje de Flinders a Nueva Gales del Sur, y el primer viaje a Port Jackson (hoy bahía de Sídney), fue en 1795 como guardiamarina a bordo del HMS Reliance, al mando de Henry Waterhouse, llevando al entonces recién nombrado gobernador, el capitán John Hunter. En ese viaje se estableció rápidamente como un buen navegante y fino cartógrafo, y se hizo amigo del cirujano del barco George Bass, que era tres años mayor que él y que había nacido a apenas 18 km de Donington.
Después de su llegada el  7 de septiembre de 1795 a Port Jackson, al poco Bass y Flinders realizaron dos expediciones en dos pequeñas embarcaciones abiertas, llamadas Tom Thumb y Tom Thumb II, respectivamente: en la primera fueron a Botany Bay y al río Georges; en la segunda, en la embarcación mayor Tom Thumb II, partieron al sur desde Port Jackson hasta el lago Illawarra, debiendo de buscar refugio en Wattamolla.
En 1798, Matthew Flinders, entonces ya teniente, recibió el mando del balandro Norfolk con órdenes de «navegar más allá de las islas Furneaux, y, si se encuentra un estrecho, atravesarlo y regresar por el extremo sur de la Tierra de Van Diemen». El paso entre el continente australiano y Tasmania permitió ahorrar varios días en el viaje desde Inglaterra, y fue nombrado estrecho de Bass en honor a su amigo cercano. En honor a ese descubrimiento, la isla más grande del estrecho de Bass se llamaría más tarde isla Flinders. La ciudad de Flinders, cerca de la desembocadura de Western Port, también conmemora el descubrimiento de Bass de esa bahía y puerto el 4 de enero de 1798. Flinders nunca entró en Western Port y pasó el cabo Schanck solo el 3 de mayo de 1802.
Flinders navegó una vez más en el Norfolk, esta vez hacia el norte el 17 de julio de 1799; llegó a Moreton Bay entre las modernas ciudades de Redcliffe y Brighton. Desembarcó en Pumicestone Passage e isla Coochiemudlo y también remaron a tierra en Clontarf.. Durante esa visita nombró a Redcliffe por los acantilados rojos.
En marzo de 1800, Flinders se unió de nuevo al HMS Reliance y zarpó hacia Inglaterra.

## Mando delHMS Investigator

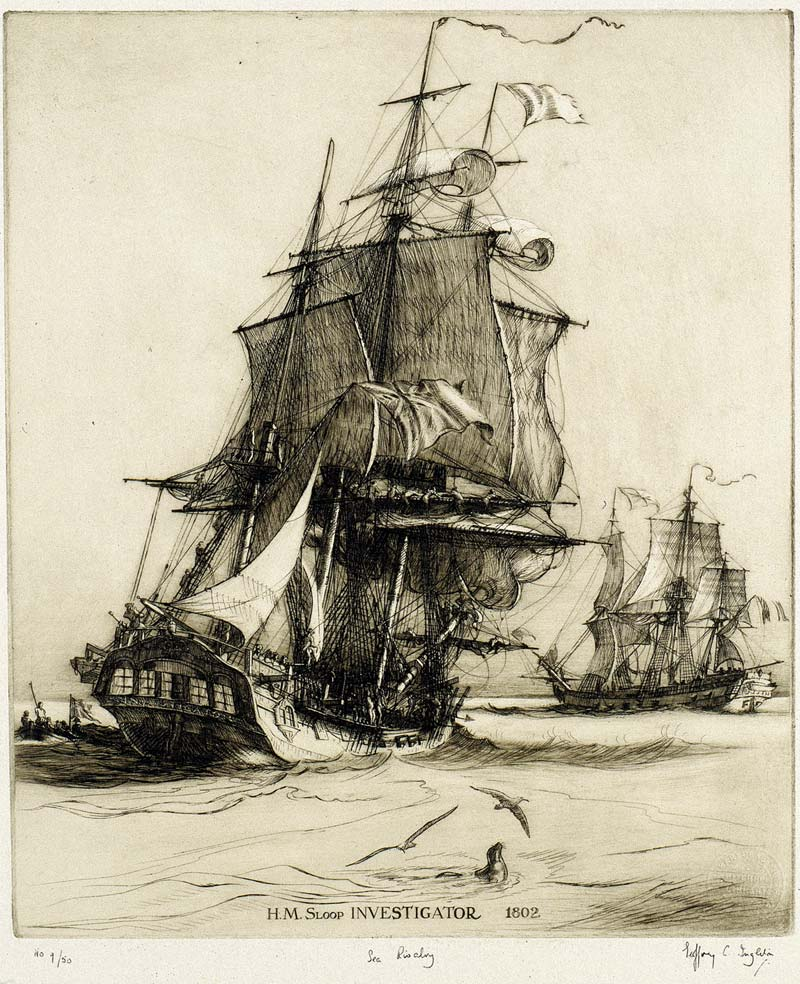
Representación del del HMS Investigator

El trabajo de Flinders había llamado la atención de muchos de los científicos de la época, en particular el influyente sir Joseph Banks —a quien Flinders había dedicado sus observaciones en las costas de la tierra de Van Diemen, en el estrecho de Bass, etc.—, botánico y consejero informal del rey rey Jorge III y presidente de la Royal Society. Banks utilizó su influencia con el 2.º conde Spencer, entonces primer lord del Almirantazgo, para convencerlo de la importancia de enviar una expedición para cartografiar la costa de Nueva Holanda. Como resultado, en enero de 1801, Flinders recibió el mando del HMS Investigator, una balandra de 334 toneladas, y fue ascendido a comandante al mes siguiente.
El HMS Investigator zarpó hacia Nueva Holanda el 18 de julio de 1801. Como adjuntos a la expedición, participaban el botánico Robert Brown, el artista botánico Ferdinand Bauer, el paisajista William Westall, el jardinero Peter Good, el asistente geólogo John Allen y John Crosley como astrónomo Vallance et al. comentaron que, en comparación con la expedición Baudin, era un «modesto contingente de caballeros científicos», que reflejaba la «parsimonia británica» en el esfuerzo científico.

## Familia

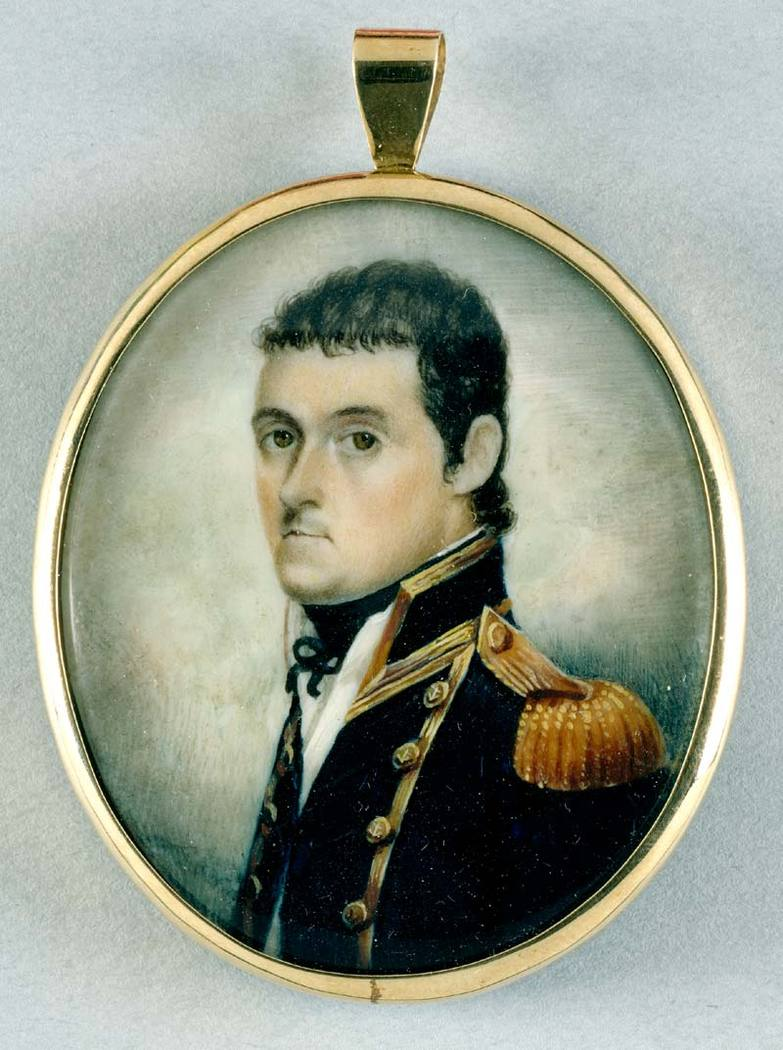
Flinders en 1801

El 17 de abril de 1801, Flinders se casó con su vieja amiga Ann Chappelle (1772-1852) y esperaba llevarla con él a Port Jackson. Sin embargo, el  Almirantazgo  tenía reglas estrictas contra las esposas que acompañaban a los capitanes. Flinders llevó a Ann a bordo del barco y planeó ignorar las reglas, pero el Almirantazgo se enteró de sus planes y fue severamente reprendido por su mal juicio y se le ordenó que debía sacarla del barco. Esto está bien documentado en la correspondencia entre Flinders y su principal benefactor, sir Joseph Banks, en mayo de 1801:

No tengo más tiempo que decirle que me han llegado las noticias de su matrimonio, que se publicó en el periódico de Lincoln. Los lores del Almirantazgo también han oído que la sra. Flinders está a bordo del Investigator, y que piensa llevarla al mar con usted. Lamento mucho oír esto, y si ese es el caso, le ruego mi consejo de que de ninguna manera se aventure a medidas tan contrarias a las regulaciones y a la disciplina de la Marina; porque estoy convencido por el lenguaje que he escuchado, que sus señorías, si se enteran de que ella está en Nueva Gales del Sur, inmediatamente ordenarán que sea reemplazado, cualesquiera que sean las consecuencias, y con toda probabilidad ordenarán a Mr. Grant que termine el reconocimiento.
I have but time to tell you that the news of your marriage, which was published in the Lincoln paper, has reached me. The Lords of the Admiralty have heard also that Mrs. Flinders is on board the Investigator, and that you have some thought of carrying her to sea with you. This I was very sorry to hear, and if that is the case I beg to give you my advice by no means to adventure to measures so contrary to the regulations and the discipline of the Navy; for I am convinced by language I have heard, that their Lordships will, if they hear of her being in New South Wales, immediately order you to be superseded, whatever de mayo debe the consequences, and in all likelihood order Mr. Grant to finish the survey.

Ann se vio obligada a quedarse en Inglaterra y no vería a su esposo durante nueve años, tras su encarcelamiento en la isla de Francia (hoy Mauricio, en ese momento una posesión francesa) en su viaje de regreso. Cuando finalmente se reunieron, Matthew y Ann tuvieron una hija, Anne (1 de abril de 1812-1892), que luego se casó con William Petrie (1821-1908). En 1853, los gobiernos de Nueva Gales del Sur y de Victoria legaron una pensión tardía de 100 libras al año a su madre (ya fallecida en 1852), que iría a la sobreviviente de la unión. Esta lo aceptó en nombre de su joven hijo, William Matthew Flinders Petrie (1853-1942), que se convertiría en un arqueólogo y egiptólogo consumado.

## Exploración de la costa australiana

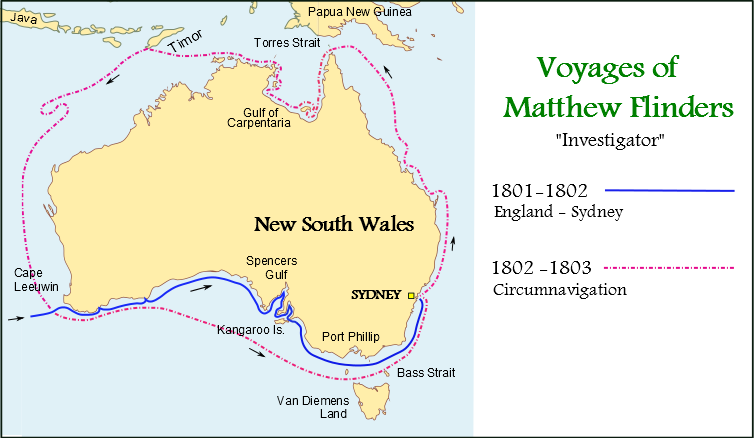
Viajes de Flinders en el HMS Investigator

A bordo del HMS Investigator, Flinders llegó el 6 de diciembre de 1801 al cabo Leeuwin, que nombró, y procedió a realizar un reconocimiento a lo largo de la costa sur del continente australiano. En su camino, se detuvo en el Oyster Harbour, Australia Occidental. Allí encontró una placa de cobre que el capitán Christopher Dixson, en el Elligood, había dejado el año anterior. Estaba inscrito «Aug. 27 1800. Chr Dixson, ship Elligood».
El 8 de abril de 1802, mientras navegaba hacia el este, Flinders avistó al Géographe, una corbeta francesa comandada por el explorador Nicolás Baudin, que se encontraba en una expedición similar para su gobierno. Flinders y Baudin, ambos hombres de ciencia, se encontraron e intercambiaron detalles de sus descubrimientos, a pesar de pensar que sus países estaban en guerra (ambos desconocían que el tratado de Amiens, cese de las hostilidades, había sido firmado el 25 de marzo de ese  mismo año 1802); Flinders llamó a la bahía como bahía del Encuentro (Encounter Bay).
Continuando por la costa, Flinders exploró Port Phillip (el sitio de la futura ciudad de Melbourne), que, desconocido para él, había sido descubierto solo diez semanas antes por John Murray a bordo del HMS Lady Nelson. Flinders escaló el Arthur's Seat (asiento de Arthur), el punto más alto próximo a la costa meridional de la bahía, donde el barco había entrado a través de The Heads. Desde allí divisó mucha tierra y las bahías circundantes. Flinders informó de regreso al gobernador King que la tierra tenía «una apariencia agradable y, en muchas partes, fértil». Después de escalar el You Yangs hacia el noroeste el 1 de mayo, declaró: «Dejé el nombre del barco en un pergamino de papel, depositado en un pequeño montón de piedras sobre la cima del pico». Aquí, Flinders se basaba en una tradición británica de construir un cairn de piedra para marcar un lugar histórico. El Matthew Flinders Cairn (mojón Matthew Flinders), que luego se amplió, se encuentra en las laderas superiores del Arthur's Seat, a poca distancia por debajo de la punta de Chapman. Con las suministros agotados, Flinders se dirigió a Sídney, llegando el 9 de mayo de 1802. Ahí se reunió con Bungaree, el aborigen que lo había acompañado en su anterior estudio costero en 1799.
Preparó apresuradamente el barco y Flinders zarpó nuevamente el 22 de julio, en dirección norte, para reconocer la costa de Queensland. Desde allí pasó por el estrecho de Torres y exploró el golfo de Carpentaria. En esa travesía se descubrió que el barco presentaba fugas graves y, a pesar del carenado, no pudieron realizar las reparaciones necesarias. De mala gana, Flinders regresó a Sídney, aunque a través de la costa occidental, completando la circunnavegación del continente. En el camino, Flinders arrojó dos anclas de hierro forjado que fueron encontradas por unos buzos en 1973 en Middle Island, archipiélago de La Recherche (Australia Occidental). El ancla en mejor estado se expone en el South Australian Maritime Museum mientras que el ancla más desgastada se puede ver en el National Museum of Australia.
Al llegar a Sídney el 9 de junio de 1803, el Investigator fue posteriormente examinado y considerado como no apto para navegar y quedó fuera de servicio (sin embargo, fue reparado en 1804 y sirvió hasta 1810, cuando fue vendido para el tráfico comercial).

### Observaciones de las mareas oceánicas
Aunque no estaba formalmente formado en filosofía natural (ahora denominada ciencias naturales y física), Flinders acuñó el término dodge tide (marea esquiva) en referencia a sus observaciones de 1802-1803 de que las mareas en los someros golfos de Spencer y St Vincent, en algunas ubicaciones  particulares, parecían estar completamente inertes durante varios días. Tal fenómeno ahora también se ha encontrado en el golfo de México y en el mar de Irlanda. Tanto en el mar de Irlanda como en los dos golfos del sur de Australia, una ola que va hacia el norte y llega desde el océano abierto interfiere de manera no lineal con una ola hacia el sur, más débil y reflejada, lo que resulta en movimientos de marea aperiódicos y muy disipativos.
En sus observaciones de 1803 de las grandes mareas en Broad Sound en Queensland (con una amplitud de hasta 11 m), Flinders lo atribuyó correctamente a dos olas que viajaban hacia el norte y hacia el sur, respectivamente, y que se reunían en Broad Sound. Postuló que el denso muro de arrecifes más allá de la costa causaba que la marea del océano profundo se bifurcara en los extremos norteños del arrecife, viajando hacia las aguas poco profundas de la plataforma y encontrándose en Broad Sound. Estos fenómenos finalmente fueron confirmados por G. I. Taylor en su histórico análisis del mar de Irlanda de 1919.

## Intento de regreso a Inglaterra y encarcelamiento
Incapaz de encontrar otro barco adecuado para continuar su exploración, Flinders zarpó hacia Inglaterra como pasajero a bordo del HMS Porpoise. Sin embargo, el barco naufragó en los Wreck Reefs, parte de la Gran Barrera de Coral, aproximadamente a unas 700 millas al norte de Sídney. Flinders navegó el cutter a través de mar abierto de regreso a Sídney, y arregló el rescate de la tripulación abandonada restante. Flinders luego tomó el mando de la goleta de 29 toneladas HMS Cumberland para regresar a Inglaterra, pero el mal estado del barco lo obligó a arribar en la isla de Francia (ahora conocida como Mauricio) controlada por Francia para realizar reparaciones el 17 de diciembre de 1803, solo tres meses después de que Baudin hubiera muerto allí.
La guerra con Francia había estallado nuevamente en mayo anterior, pero Flinders confiaba en que su pasaporte francés (a pesar de haber sido emitido para el Investigator y no para el Cumberland) y la naturaleza científica de su misión le permitiría continuar su camino. A pesar de eso, y del conocimiento del encuentro anterior de Baudin con Flinders, el gobernador francés, Charles Mathieu Isidore Decaen, detuvo a Flinders. La relación entre los hombres se agrió: Flinders se ofendió por su tratamiento, y Decaen se sintió insultado por la negativa de Flinders de una invitación a cenar con él y su esposa. Decaen sospechaba de la supuesta misión científica ya que el Cumberland no llevaba a bordo ningún científico y la búsqueda de Decaen del barco de Flinders descubrió un baúl lleno de papeles (incluidos despachos del gobernador de Nueva Gales del Sur, Philip Gidley King) que no estaban permitidos bajo su pasaporte científico. Además, uno de los despachos de King era específicamente para el Almirantazgo británico solicitando más tropas en caso de que Decaen atacara Port Jackson. Entre los documentos incautados estaban los tres registros del HMS Investigator, de los cuales solo el volumen uno y el volumen dos fueron devueltos a Flinders; ambos ahora están en poder de la Biblioteca Estatal de Nueva Gales del Sur. El tercer volumen fue depositado más tarde en la Biblioteca del Almirantazgo y ahora está en la Oficina de Registro Público Británico. Decaen remitió el asunto al gobierno francés; el asunto se retrasó no solo por el largo viaje sino también por la confusión general de la guerra. Finalmente, el 11 de marzo de 1806, Napoleón dio su aprobación, pero Decaen aún se negó a permitir la liberación de Flinders. En esa etapa, Decaen creía que el conocimiento de Flinders sobre las defensas de la isla habría alentado a Gran Bretaña a intentar capturarla. Sin embargo, en junio de 1809 la Armada Real comenzó un bloqueo de la isla, y en junio de 1810 Flinders quedó en libertad bajo palabra. Viajando a través del cabo de Buena Esperanza en el Olympia, que había sido enviado con despachos de regreso a Gran Bretaña, recibió un ascenso al puesto de capitán, antes de continuar a Inglaterra.
Flinders había estado confinado durante los primeros meses de su cautiverio, pero luego se le dio mayor libertad para moverse por la isla y acceder a sus documentos. En noviembre de 1804 envió el primer mapa de la masa terrestre que había trazado (Y46/1) de vuelta a Inglaterra. Este fue el único mapa hecho por Flinders donde usó el nombre «Australia o Terra Australis» para el título en lugar de Nueva Holanda, el nombre del continente que James Cook había usado en 1770 y que Abel Tasman había acuñado en una versión neerlandesa en 1644, y la primera vez conocida que usó la palabra Australia. Usó el nombre Nueva Holanda en su mapa solo para la parte occidental del continente. Debido a la demora causada por su prolongado encierro, el primer mapa publicado del continente australiano fue el mapa de Freycinet de 1811, un producto de la expedición Baudin, emitido en 1811.
Flinders finalmente regresó a Inglaterra en octubre de 1810. Estaba en mal estado de salud pero inmediatamente reanudó el trabajo de preparación de A Voyage to Terra Australis y de su atlas de mapas para su publicación. El título completo de este libro, que se publicó por primera vez en Londres en julio de 1814, recibió, como era común en ese momento, una descripción sinóptica: A Voyage to Terra Australis: undertaken for the purpose of completing the discovery of that vast country, and prosecuted in the years 1801, 1802, and 1803 in His Majesty's ship the Investigator, and subsequently in the armed vessel Porpoise and Cumberland Schooner. With an account of the shipwreck of the Porpoise, arrival of the Cumberland at Mauritius, and imprisonment of the commander during six years and a half in that island  [Un viaje a Terra Australis: emprendido con el propósito de completar el descubrimiento de ese vasto país, y realizado en los años 1801, 1802 y 1803 en el barco de Su Majestad el Investigator, y posteriormente en el buque armado Porpoise y la goleta Cumberland. Con un relato del naufragio del Porpoise, llegada de Cumberland a Mauricio y encarcelamiento del comandante durante seis años y medio en esa isla]. Las copias originales del Atlas to Flinders' Voyage to Terra Australis se encuentran en la Biblioteca Mitchell en Sídney como un portafolio que acompañaba al libro e incluía grabados de 16 mapas, cuatro placas de vistas y diez placas de flora australiana. El libro fue republicado en tres volúmenes en 1964, acompañado de una reproducción del portafolio. El mapa de Flinders de «Australia o Terra Australis» (por lo que se invirtieron las dos partes del doble nombre de su manuscrito de 1804) se publicó por primera vez en enero de 1814 y los mapas restantes se publicaron antes de su atlas y libro.

## Muerte
Flinders murió, a los 40 años, el 19 de julio de 1814 a causa de una enfermedad renal, en su casa de Londres en el 14 de London Street, luego renombrada Maple Street y ahora el sitio de la BT Tower. Eso fue el día después de la publicación del libro y del atlas; Flinders nunca vio el trabajo terminado ya que estaba inconsciente en ese momento, pero su esposa dispuso los volúmenes sobre las sábanas de su cama para que pudiera tocarlos. El 23 de julio fue enterrado en el cementerio de la iglesia de St James (Piccadilly), que se encontraba a cierta distancia de la iglesia, al lado de Hampstead Road, en Camden, Londres. El cementerio estuvo en uso desde 1790 hasta 1853. En 1852, la ubicación de la tumba había sido olvidada debido a alteraciones en el cementerio.
En 1878, el cementerio se convirtió en los St James's Gardens, en Camden, con solo unas pocas lápidas quedando en su sitio en los bordes del parque. Parte de los jardines, ubicados entre Hampstead Road y la estación de Euston, fueron construidos cuando se amplió la estación de Euston, y se creía que la tumba de Flinders posiblemente se encontrase debajo de una de las nuevas plataformas de la estación. Los jardines se cerraron al público en 2017 para trabajar en el proyecto ferroviario de alta velocidad High Speed 2 (HS2) que requería la expansión de la estación de Euston.
Durante esos trabajos, se aprovechó para excavar y estudiar las antiguas tumbas y entre ellas los arqueólogos localizaron la tumba perdida del navegante en enero de 2019. Su ataúd fue identificado por su placa de plomo en la tapa del ataúd bien conservada, donde se consignaba el nombre del difunto. Se propuso enterrar sus restos, en un sitio que se decidiría, después de que fueran examinados por osteoarqueólogos.
Desde el descubrimiento de su tumba, la iglesia parroquial de Donington, el lugar de nacimiento de Flinders, ha visto un aumento de visitantes. El «Matthew Flinders Bring Him Home Group» está haciendo campaña para que sus restos sean enterrados en la iglesia. El grupo incluye representantes locales y del condado y la Sociedad Gran Bretaña-Australia, así como los descendientes directos de Flinders.

## Nombramiento de Australia y descubrimiento del mapa Y46/1 de Flinders de 1804

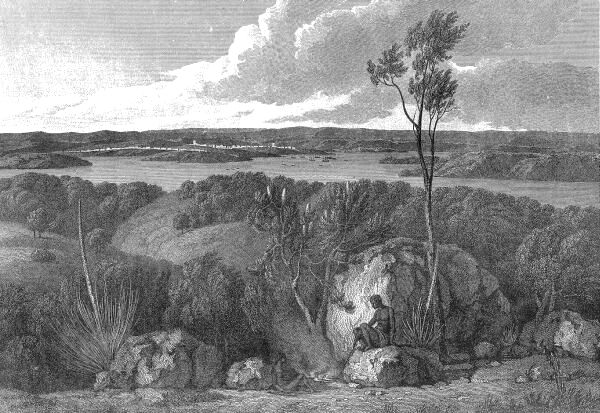
View of Port Jackson taken from the South, obra de William Westall; grabado de A Voyage to Terra Australis, publicado en 1814.

El mapa Y46/1 de Flinders nunca se "perdió". Había sido almacenado y registrado por la UK Hydrographic Office (Oficina Hidrográfica del Reino Unido) antes de 1828. Geoffrey C. Ingleton mencionó el Y46/1 en su libro Matthew Matthew Flinders Navigator and Chartmaker, en la página 438. En 1987 todas las bibliotecas en Australia tenían acceso a una copia de microfichas del mapa de Flinders Y46/1. En 2001-2002, la Biblioteca Mitchell de Sídney mostró el Y46/1 en su exposición «Matthew Flinders – The Ultimate Voyage». Paul Brunton llamó al Y46/1 «el memorial del gran explorador naval Matthew Flinders». La primera copia impresa de Y46/1 y su cartouche fue recuperada de la Oficina Hidrográfica del Reino Unido (Taunton, Somerset) por el historiador Bill Fairbanks en 2004. El 2 de abril de 2004, tres de los descendientes de Matthew Flinders presentaron copias de la carta al gobernador de Nueva Gales del Sur, en Londres, para que se presentaran a su vez a la gente de Australia a través de sus parlamentos para el 14 de noviembre, el 200.º aniversario de la carta saliendo de Mauricio. Esta celebración marcó la primera vez que se reconoció formalmente el nombramiento de Australia.
Flinders no fue el primero en usar la palabra "Australia", ni fue el primero en aplicar el nombre específicamente al continente. Poseía una copia del libro de 1771 de Alexander Dalrymple An Historical Collection of Voyages and Discoveries in the South Pacific Ocean [Una colección histórica de viajes y descubrimientos en el océano Pacífico Sur], y parece probable que lo tomase prestado de allí, pero lo aplicó específicamente al continente, no a toda la región del Pacífico Sur. En 1804 le escribió a su hermano: «Llamo a toda la isla Australia o Terra Australis». Más tarde, ese año, le escribió a sir Joseph Banks y mencionó «mi mapa general de Australia», un mapa que Flinders había construido a partir de toda la información que había acumulado mientras estaba en aguas australianas y que terminó mientras los franceses lo detuvieron en Mauricio... Flinders explicó en su carta a Banks:
Flinders continuó promoviendo el uso de la palabra hasta su llegada a Londres en 1810. Aquí descubrió que Banks no aprobaba el nombre y no había desempaquetado el mapa que le había enviado, y que «New Holland» y «Terra Australis» todavía eran de uso general. Como resultado, se publicó un libro de Flinders con el título A Voyage to Terra Australis y su mapa publicado también en 1814 muestra «Terra Australis» como la primera de las dos opciones de nombre, a pesar de sus objeciones. Las pruebas finales le fueron presentadas en su lecho de muerte, pero estaba inconsciente. El libro fue publicado el 18 de julio de 1814, pero Flinders no recuperó la conciencia y murió al día siguiente, sin saber nunca que su nombre para el continente sería aceptado.

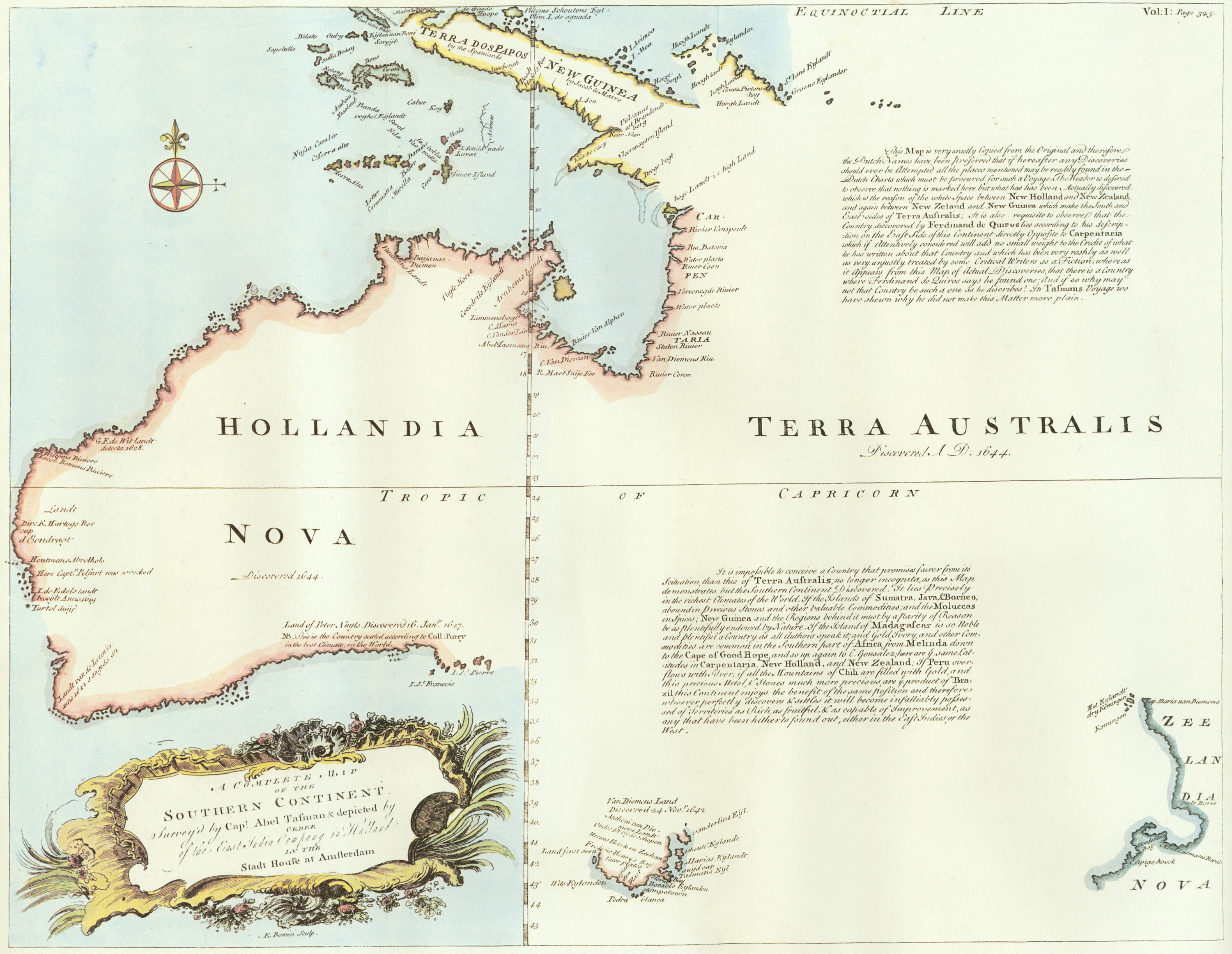
Mapa de 1744 de Hollandia Nova – Terra Australis, de Emanuel Bowen

Banks escribió un borrador de una introducción al Voyage de Flinders, refiriéndose al mapa publicado por Melchisédech Thévenot en Relations des Divers Voyages (1663), y bien conocido por los lectores ingleses por la adaptación de Emanuel Bowen, A Complete Map of the Southern Continent, publicado en las ediciones de John Campbell de la obra de John Harris Navigantium atque Itinerantium Bibliotheca, or Voyages and Travels . Banks dijo en el borrador:

La propiedad del nombre Australia o Terra Australis, que he aplicado a todo el cuerpo de lo que generalmente se ha llamado Nueva Holanda, debe someterse a la aprobación del Almirantazgo y de lo aprendido en geografía. Me parece una cosa inconsistente que el capitán Cooks Nueva Gales del Sur deba ser absorbido en la Nueva Holanda de los holandeses, y por lo tanto he vuelto al nombre original Terra Australis o Gran Tierra del Sur, por el cual fue distinguido incluso por los neerlandeses durante el siglo XVII; porque parece que no fue hasta algún tiempo después del segundo viaje de Tasman que el nombre Nueva Holanda se aplicó por primera vez, y luego fue mucho antes de que desplazara a T'Zuydt Landt en las cartas, y no pudo extenderse a lo que aún no se sabía tenía existencia; Nueva Gales del Sur, por lo tanto, debería permanecer distinta de Nueva Holanda; pero como es requisito que todo el cuerpo tenga un nombre general, ya que ahora se sabe (si no hay un gran error en la parte neerlandesa) que ciertamente se trata de una sola tierra, así que considero que es menos excepcional para todas las partes y en todos los relatos no se encuentran que como ahora se aplica.
The propriety of the name Australia or Terra Australis, which I have applied to the whole body of what has generally been called New Holland, must be submitted to the approbation of the Admiralty and the learned in geography. It seems to me an inconsistent thing that captain Cooks New South Wales should be absorbed in the New Holland of the Dutch, and therefore I have reverted to the original name Terra Australis or the Great South Land, by which it was distinguished even by the Dutch during the 17th century; for it appears that it was not until some time after Tasman's second voyage that the name New Holland was first applied, and then it was long before it displaced T’Zuydt Landt in the charts, and could not extend to what was not yet known to have existence; New South Wales, therefore, ought to remain distinct from New Holland; but as it is requisite that the whole body should have one general name, since it is now known (if there is no great error in the Dutch part) that it is certainly all one land, so I judge, that one less exceptionable to all parties and on all accounts cannot be found than that now applied.

No fue hasta después del segundo viaje de Tasman, en 1644, que el nombre general Terra Australis, o Gran Tierra del Sur, se hizo para dar lugar al nuevo término de Nueva Holanda; y luego se aplicó solo a las partes que se encuentran hacia el oeste de una línea de meridianos, pasando por la Tierra de Arnhem en el norte, y cerca de las Islas San Pedro y San Francisco en el sur: todas hacia el este, incluidas las orillas del golfo de Carpentaria, seguía siendo Terra Australis. Esto aparece en una carta de Thevenot en 1663, que dice que «fue tomada originalmente de lo que se hizo en un trabajo con incrustaciones en el pavimento de la nueva Stadt House en Ámsterdam». Sin embargo, es necesario, por precisión geográfica, que todo este gran cuerpo de tierra se distinga por un término general, y bajo las circunstancias del descubrimiento de las diferentes partes, el Terra Australis original ha sido juzgado como el más apropiado. De este término, por lo tanto, haremos uso en adelante cuando hablemos de Nueva Holanda y de Nueva Gales del Sur  en un sentido colectivo; y cuando se use en una significación extensa, las islas adyacentes, incluida la de Van Diemen, deben entenderse comprendidas.
It was not until after Tasman's second voyage, in 1644, that the general name Terra Australis, or Great South Land, was made to give place to the new term of New Holland; and it was then applied only to the parts lying westward of a meridian line, passing through Arnhem's Land on the north, and near the Isles St Peter and St Francis on the south: All to the eastward, including the shores of the Gulph of Carpentaria, still remained Terra Australis. This appears from a chart by Thevenot in 1663, which he says "was originally taken from that done in inlaid work upon the pavement of the new Stadt House at Amsterdam". It is necessary, however, to geographical precision that the whole of this great body of land should be distinguished by one general term, and under the circumstances of the discovery of the different parts, the original Terra Australis has been judged the most proper. Of this term, therefore, we shall hereafter make use when speaking of New Holland and New South Wales in a collective sense; and when using it in an extensive signification, the adjacent isles, including that of Van Diemen, must be understood to be comprehended.

Aunque Thévenot dijo que había tomado su mapa de uno incrustado en el piso del Ayuntamiento de Ámsterdam, de hecho parece ser una copia casi exacta del de Joan Blaeu en su Archipelagus Orientalis sive Asiaticus, publicado en 1659. Parece que fue Thévenot quien introdujo una diferenciación entre Nova Hollandia, al oeste, y Terre Australe, al este del meridiano correspondiente al 135° Este de Greenwich, enfatizado por el rótulo de latitud que desciende por ese meridiano, ya que no existe tal división en el mapa de Blaeu.
En su Voyage, Flinders escribió

No hay ninguna probabilidad de que algún otro cuerpo de tierra separado, de una extensión casi igual, se encuentre en una latitud más meridional; el nombre Terra Australis, por lo tanto, seguirá siendo descriptivo de la importancia geográfica de este país y de su situación en el mundo: tiene antigüedad para recomendarlo; y, al no hacer referencia a ninguna de las dos naciones reclamantes, parece ser menos objetable que cualquier otra que podría haber sido seleccionada.
There is no probability, that any other detached body of land, of nearly equal extent, will ever be found in a more southern latitude; the name Terra Australis will, therefore, remain descriptive of the geographical importance of this country, and of its situation on the globe: it has antiquity to recommend it; and, having no reference to either of the two claiming nations, appears to be less objectionable than any other which could have been selected.

... con la nota adjunta al final de la página:

Si me hubiera sido permitido innovar sobre el término original, habría sido convertirlo en «Australia»; al ser más agradable para el oído y una asimilación de los nombres de las otras grandes porciones de la tierra.
Had I permitted myself any innovation upon the original term, it would have been to convert it into Australia; as being more agreeable to the ear, and an assimilation to the names of the other great portions of the earth.

Así que Flinders había concluido que la Terra Australis, según la hipótesis de Aristóteles y de Ptolomeo (que se descubriría como la Antártida menos de seis años después) no existía; por lo tanto, quería que el nombre se aplicara al continente de Australia, y así quedó.
El libro de Flinders fue ampliamente leído y le dio al término «Australia» curso general. Lachlan Macquarie, gobernador de Nueva Gales del Sur, se dio cuenta de la preferencia de Flinders por el nombre de Australia y lo usó en sus despachos a Inglaterra. El 12 de diciembre de 1817, recomendó a la Oficina Colonial que se adoptara oficialmente. En 1824, el Almirantazgo británico acordó que el continente debería ser conocido oficialmente como Australia.[cita requerida]

## Legado de Flinders

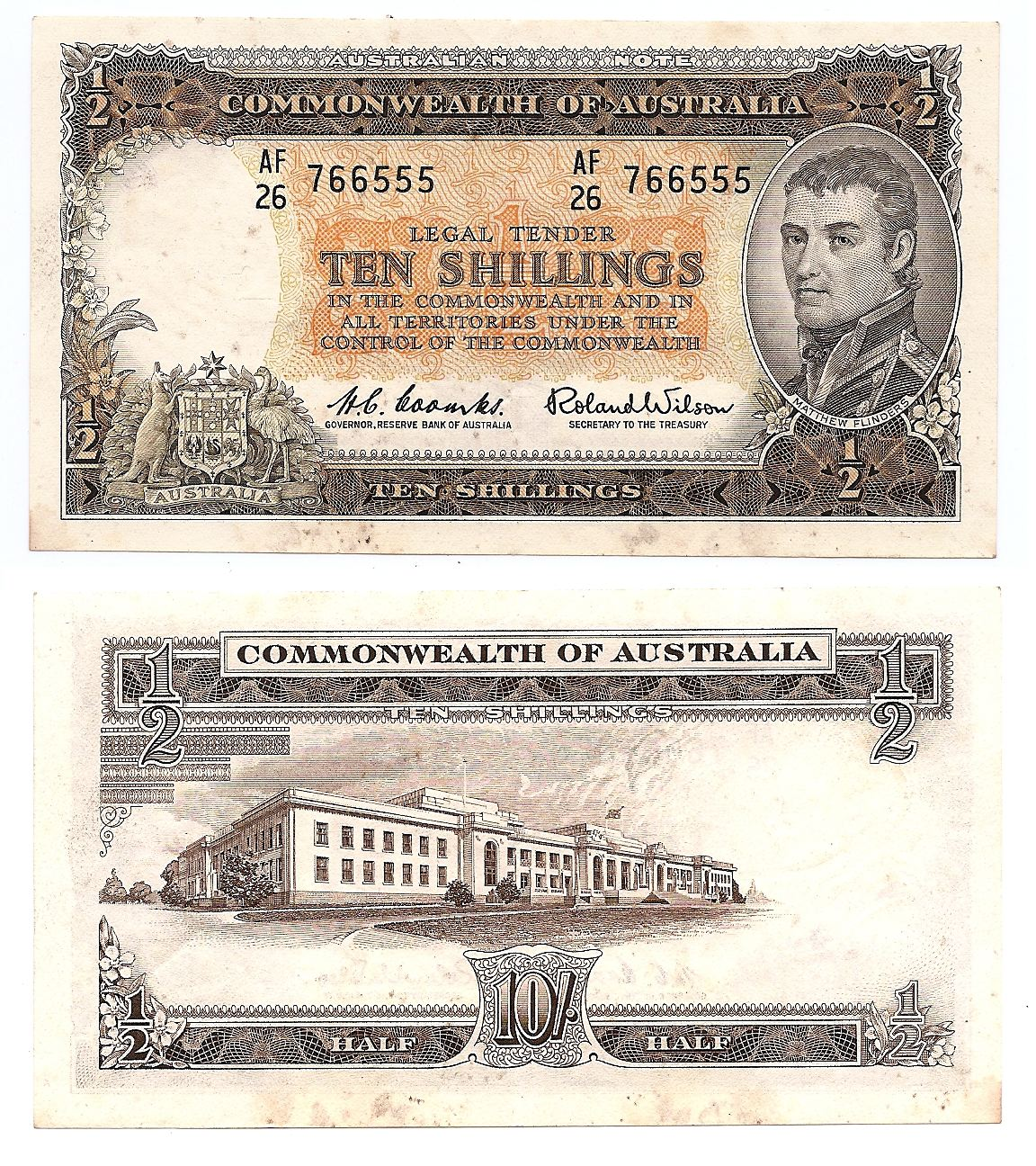
Australia 10 Shillings 1961-1965 ND Banknote. Dorso: Busto de Flinders. Reverso: Parliament House in Canberra

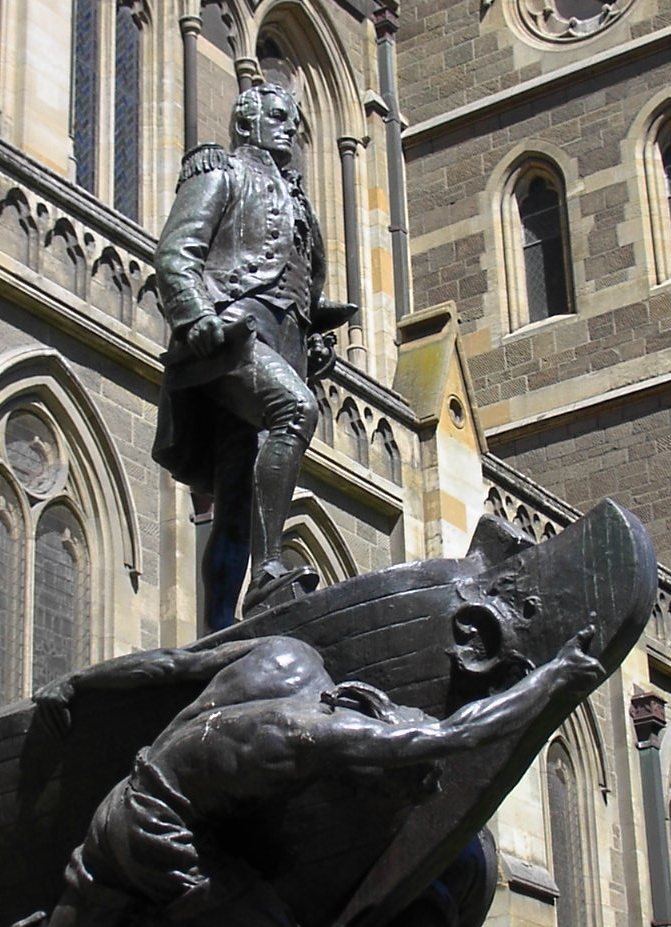
Estatua de Flinders en las afueras de St Paul's Cathedral, Melbourne

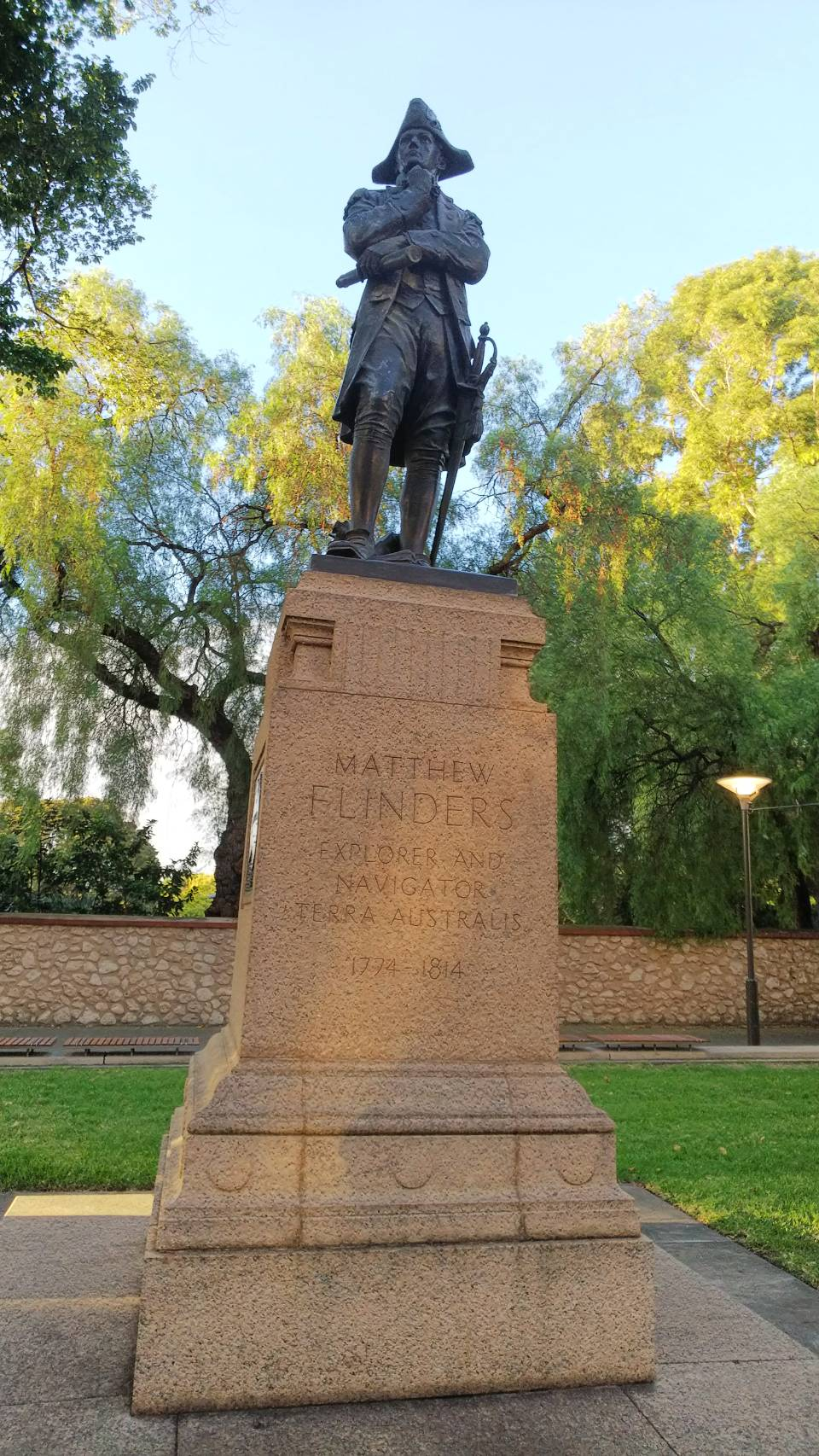
Estatua de Flinders a lo largo de la North Terrace, Adelaida

Aunque nunca usó su propio nombre para nombrar ningún accidente geográfico en todos sus descubrimientos, el nombre de Flinders ahora está asociado con más de 100 accidentes geográficos y lugares en Australia, incluidas la isla Flinders en el estrecho de Bass, aunque no la isla Flinders en el sur de Australia, que fue llamada así por su hermano menor, Samuel Flinders.
Flinders es visto como particularmente importante en Australia Meridional, donde es considerado el principal explorador del estado. Los puntos de referencia nombrados por él en Australia Meridiona incluyen las Flinders Ranges y el parque nacional Flinders Ranges, la Flinders Column en monte Lofty, el parque nacional Flinders Chase en Kangaroo Island, Flinders University, Flinders Medical Centre, el suburbio Flinders Park y Flinders Street en Adelaida. En Victoria, los lugares epónimos incluyen  Flinders Peak, Flinders Street en Melbourne, el suburbio de Flinders, the electorado federal de Flinders y el Matthew Flinders Girls Secondary College en  Geelong.
Flinders Bay en Australia Occidental y Flinders Way en Camberra también lo conmemoran. Algunas instituciones educativas que llevan su nombre soon la Escuela Primaria Flinders Park, en Australia Meridional, y el Matthew Flinders Anglican College,  en Sunshine Coast en Queensland. Un antiguo distrito electoral del Parlamento de Queensland se llamaba Flinders. También hay autopistas Flinders en Queensland y South Australia Meridional.

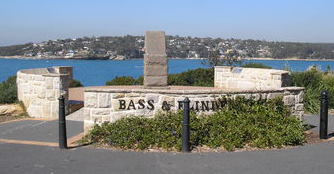
Punta Bass y Flinders en Cronulla, Nueva Gales del Sur

Punta Bass & Flinders, en la parte más meridional de Cronulla, en Nueva Gales del Sur, presenta un monumento a George Bass y Matthew Flinders, que exploraron el estuario de Port Hacking.
Australia tiene una larga serie de estatuas erigidas en honor de Flinders. En su Inglaterra natal, la primera estatua de Flinders fue erigida el 16 de marzo de 2006 (su cumpleaños) en su ciudad natal de Donington. La estatua también representa a su amado gato Trim, que lo acompañó en sus viajes. En julio de 2014, en el 200.º aniversario de su muerte, una gran estatua de bronce de Flinders realizada por el escultor Mark Richards fue presentada en la Australia House, en Londres por el príncipe Guillermo, duque de Cambridge, y luego instalada en la estación de Euston, cerca de la supuesta ubicación. de su tumba.
La propuesta de Flinders para el uso de barras de hierro para compensar las desviaciones magnéticas causadas por el hierro a bordo de un barco hizo que se las conociera como barras Flinders.
Flinders, primo político de sir John Franklin —por matrimonio, dado que la madre de John, Hannah, era la hermana de la madrastra de Matthew, Elizabeth— le inculcó el amor por la navegación y lo llevó con él en su viaje a bordo del Investigator.
En 1964 fue honrado con un sello postal emitido por el Postmaster-General's Department, nuevamente en 1980, y en 1998 con George Bass.
Flindersia es un género de 14 especies de árboles en la  familia de los cítricos. Nombrado por el botánico del 'Investigator Robert Brown en honor a Matthew Flinders.
Flinders desembarcó en la isla Coochiemudlo el 19 de julio de 1799, mientras buscaba un río en la parte sur de Bahía Moreton, Queensland. Los residentes de la isla celebran el Día de Flinders anualmente, conmemorando el desembarco. Las celebraciones generalmente se llevan a cabo un fin de semana cerca del 19 de julio, la fecha real del desembarco.

## Obras
- A Voyage to Terra Australis, with an accompanying Atlas. 2 vol. – Londres: G & W Nicol, 18 de julio de 1814
- Australia Circumnavigated: The Journal of HMS Investigator, 1801–1803. Editado por Kenneth Morgan, 2 vols, The Hakluyt Society, London, 2015.
- Trim: Being the True Story of a Brave Seafaring Cat.
- Private Journal 1803–1814. Editado con una introducción de Anthony J. Brown y Gillian Dooley. Friends of the State Library of South Australia, 2005.
- Flinders, Matthew (1806). «Observations upon the Marine Barometer, Made during the Examination of the Coasts of New Holland and New South Wales, in the Years 1801, 1802, and 1803». Philosophical Transactions of the Royal Society 96: 239-266. doi:10.1098/rstl.1806.0012.
- Flinders, Matthew (1805). «Concerning the Differences in the Magnetic Needle, on Board the Investigator, Arising from an Alteration in the Direction of the Ship's Head». Philosophical Transactions of the Royal Society 95: 186-197. doi:10.1098/rstl.1805.0012.